# Цуговец
Цуговец је насељено место у саставу општине Градец у Загребачкој жупанији, Хрватска. До територијалне реорганизације у Хрватској налазио се у саставу бивше велике општине Врбовец.

## Становништво
На попису становништва 2011. године, Цуговец је имао 391 становника.

## Попис1991.
На попису становништва 1991. године, насељено место Цуговец је имало 400 становника, следећег националног састава:
| Попис 1991.‍  | Попис 1991.‍  | Попис 1991.‍ | Попис 1991.‍ | Попис 1991.‍ |
| ------------ | ------------ | ----------- | ----------- | ----------- |
|              |              |             |             |             |
| Хрвати       | Хрвати       |             | 382         | 95,50%      |
| Срби         | Срби         |             | 3           | 0,75%       |
| Југословени  | Југословени  |             | 1           | 0,25%       |
| Словенци     | Словенци     |             | 1           | 0,25%       |
| остали       | остали       |             | 2           | 0,50%       |
| неопредељени | неопредељени |             | 2           | 0,50%       |
| регион. опр. | регион. опр. |             | 1           | 0,25%       |
| непознато    | непознато    |             | 8           | 2,00%       |
| укупно: 400  |              |             |             |             |